# Cantó de Montrouge
El cantó de Montrouge és un cantó francès del departament dels Alts del Sena, situat al districte d'Antony. Compta amb els municipis de Montrouge i Malakoff.

## Municipis
- Montrouge
- Malakoff

## Història
| Data d'elecció                           | Identitat          | Partit            | Qualitat |
| ---------------------------------------- | ------------------ | ----------------- | -------- |
| 1967-1994                                | Henri Guinoux      | CNIP, després UDF |          |
| 1994-1998                                | Claude Manonviller | RPR               |          |
| 1998-2004                                | Wilfrid Vincent    | PS                |          |
| 2004-                                    | Jean-Loup Metton   | UDF, després NC   |          |
| les dades anteriors no són pas conegudes |                    |                   |          |
|                                          |                    |                   |          |

## Demografia
| A partir de 1990: Població sense dobles comptes |